# 小規模特定飲食店等
小規模特定飲食店等（しょうきぼとくていいんしょくてんとう）とは、2016年（平成28年）12月に発生した新潟県糸魚川市大規模火災の教訓を踏まえ、消防法施行令が改正され、小規模な飲食店に対する「消火器具」の設置義務の範囲が拡大されたことに伴い、総務省消防庁から2018年（平成30年）3月28日に発出された次の通知文の中で初めて定義付けられた用語である。

## 概要
- 消防法施行令の一部を改正する政令等の公布について（通知）[1]
- 消防法施行令の一部を改正する政令等の運用について（通知）[2]
消火器具を設置しなければならない防火対象物として、消防法施行令別表第1(3)項（飲食店等）に掲げる防火対象物で、延べ面積が150平方メートル未満のもののうち、火を使用する設備又は器具（防火上有効な措置として総務省令で定める措置が講じられたものを除く。）を設けたものが追加。

## 「防火上有効な措置として総務省令で定める措置」について
- 改正後の消防法施行令第10条第1項第1号ロに規定する「防火上有効な措置」については、改正後の消防法施行規則第5条の2に新たに定められ、次に掲げる装置を設けることをいう。

1. 調理油過熱防止装置
  - 鍋等の温度の過度な上昇を感知して自動的にガスの供給を停止し、火を消す装置「Siセンサー」をいう。
2. 自動消火装置
  - 火を使用する設備又は器具の火災を自動的に感知し、消火薬剤を放出して火を消す装置「いわゆるフード等用簡易自動消火装置」等をいう。
3. その他の危険な状態の発生を防止するとともに、発生時における被害を軽減する安全機能を有する装置
  - 過熱等によりカセットガスボンベ内の圧力上昇を感知し、ガス供給を停止することにより、消火する圧力感知安全装置等をいう。

今回の消防法施行令等の改正により、新たに設置した消火器は、消防法第17条の3の3に基づき6か月ごとに点検し、1年に1回管轄する消防署へ報告することが義務となる。